# Ієрархія демонів
Ієрархія демонів (лат. Pseudomonarchia Daemonum, англ. Hierarchy of Demons) — класифікація духів з описом кожного з них та інструкціями з виклику та відклику, написана Йоганном Вієром у 1563 році, як доповнення до його «De Praestigiis Daemonum».
В 1567 році Ієрархію Вієра перекладено на французьку мову лікарем Жаком Ґревеном (фр. Jacques Grévin) та опубліковано під назвою Cinq Libres de l'Imposture et Tromperie des Diables des enchantements et sorcelleries. В 1584 році частково перекладена на англійську Реджинальдом Скотом, і використана в «Словнику чаклунства» (лат. Révélation sur la sorcellerie).

## Основа
Джерелом для написання даного ґримуару Вієр називає рукопис під назвою «Книга про службові обов'язки духів або Книга висловлювань Царя Соломона про князів і царів демонів» (лат. Liber offlciorum spirituum, seu Liber dictus Empto. Salomonis, de principibus regibus damoniorum).

## Особливості
Псевдомонархія демонів вельми схожа на першу частину «Малого ключа Соломона» — «Ґоетію». Проте, на від міну від неї, в Псевдомонархії немає зображень печатей демонів, а ритуали виклику відзначаються простотою заклинань. До того ж у цих двох працях відрізняється порядок слідування демонів, оскільки в Псевдомонархії їх 69, а в «Ґоетії» на чотири більше (з'являються чотири додаткових демони: Вассаґо, Сііре, Данталіон, Андромаліус). Також, у порівнянні з «Ґоетією», відрізняються деякі особливості та можливості демонів.

## 69 демонів
1. Ваал
2. Агарес
3. Марбас
4. Пруфлас
5. Аамон
6. Барбатос
7. Буєр
8. Ґасіон
9. Ботіс
10. Базин
11. Пурсон
12. Еліґос
13. Лорей
14. Валефар
15. Моракс
16. Іпос
17. Наберіус
18. Ґласеа-Лаболас
19. Зепар
20. Белет
21. Ситри
22. Пеймон
23. Веліал
24. Буне
25. Форнеус
26. Ронове
27. Берит
28. Астарот
29. Форкас
30. Фурфур
31. Мархосіас
32. Малфас
33. Вепар
34. Сабнак
35. Асмодей
36. Ґаап
37. Шакс
38. Кроссел
39. Фуркас
40. Мурмур
41. Каїм
42. Раум
43. Халфас
44. Фокалор
45. Вине
46. Біфронс
47. Самігіна
48. Заган
49. Оріакс
50. Валак
51. Ґреморі
52. Декарабіа
53. Амдусіас
54. Андрас
55. Андреалфус
56. Осе)
57. Аїм
58. Оробас
59. Вапула
60. Кімеєс
61. Амі
62. Флаурос
63. Балам
64. Аллосес
65. Саллос
66. Увал
67. Хааґенті
68. Фенекс
69. Столас